# マルダイ
株式会社マルダイ（Marudai co., ltd.）は、秋田市牛島東五丁目に本社を置くスーパーマーケットの運営企業。

## 概要
秋田市に本拠を置く地場資本のスーパーマーケットチェーン。オール日本スーパーマーケット協会加盟。前身は能代港町（現・能代市）にあった大高千蔵商店である。
2022年4月27日より、徳島市のとくし丸と提携し、秋田市内5地区にて移動スーパー「とくし丸」の営業を開始した。
類似名称の企業として加工食品大手の丸大食品、新潟県のGMS丸大、沖縄県のスーパーマーケット丸大とは何れも無関係。

## 展開店舗

### かつて存在した店舗

#### 秋田市
- 秋田本店→旭南店（秋田市旭南1-13-29[6]、1968年（昭和43年）11月1日開店[6] - ?閉店）
  - 売場面積700m2[6]。
  - 店舗跡はゲオ→TOWA→空き店舗→リサイクルショップ→一度解体し、現在はドコモショップ秋田旭南店[要出典][7]）。
- （初代）牛島店（秋田市牛島東1-9-10[6]、1968年（昭和43年）12月12日開店[6] - ?閉店）
  - 売場面積350m2[6]。
  - 店舗跡は国際タクシーの営業所[要出典]
- 明田店（秋田市楢山字鳥場前1-2[6]、1968年（昭和43年）12月12日開店[6] - ?閉店）
  - 売場面積400m2[6]。

- 港北店
- 山王店
  - 店舗跡はローソン・レストランとアパートの複合施設[要出典]
  - 後継は現・八橋店。
- 飯島店
  - 店舗跡は家具の日敷飯島店→タケダスポーツ飯島店→ザ・ダイソー秋田土崎店[要出典]
  - 移転し、現在は土崎店。
- 勝平店（秋田市新屋勝平町4-19）
  - 店舗跡はファミリーマート秋田割山店・メディック薬局[要出典]

#### 能代市
- 新橋店（能代市万町3-34[8]、1960年（昭和35年）3月20日開店[8] - ?閉店）
  - 売場面積550m2[8]。
- 駅前店（能代市元町3-4[8]、1963年（昭和38年）8月10日開店[8] - ?閉店）
  - 売場面積400m2[8]。
- 中和通店（能代市悪土62[9]、1963年（昭和38年）開店[9]、?閉店）
  - 売場面積150m2[9]
- 新道店（能代市西新町7-2[8]、1964年（昭和39年）4月10日開店[8] - ?閉店）
  - 売場面積400m2[8]。